# هوة الجباب
مغارة هوة الجباب أو باختصار هوة الجباب هي مغارة طبيعية في سوريا، في منطقة القدموس، محافظة طرطوس.

## موقع المغارة
تقع على بعد 1 كم للجنوب الغربي لقرية الدي، منطقة القدموس، محافظة طرطوس.

## تاريخ المغارة
يعود تاريخ المغارة إلى حوالي 7 ملايين سنة، استخدمت بشرياً في الماضي للاحتماء من الغزوات والهجمات أيام الاحتلال العثماني والفرنسي، وقد استعملت كسكن دائم لإنسان العصر الحجري.

## وصف المغارة
يمكن النزول إلى الهوة عبر درج إسمنتي تم إحداثه بالتنسيق مع بلدية «الدي»، حيث للهوة فتحة دائرية الشكل تقريباً قطرها حوالي 20 متر، وأقرب نقطة لسقف الهوة عن القاعة حوالي 20 مترا، والعمق الأعظم للهوة حوالي 35 متر، القعر عبارة عن قاعة ضخمة مساحتها حوالي 800 متر مربع، وتمت تسويتها من قبل البلدية على شكل مصاطب تتوضع إلى جانب بعض الكهوف الصغيرة الموجودة في الهوة. سقفها قرمزي اللون وتتساقط منها قطرات الماء، وفي أسفل الهوة في الزاوية الشرقية منها، نبع ماء عذب متوضع في جرف صخري صغير في أسفله تجويف صغير تتجمع فيه مياه النبع.

## استثمارها سياحيا
يقصدها سكان المنطقة في أيام الصيف تجنبا للحر، وهي تتسع ل 500 شخص تقريباً.